# James M. Mason
James Murray Mason, född 3 november 1798 på Analostan Island (numera Theodore Roosevelt Island) i Fairfax County, Virginia (numera i Washington, D.C.), död 28 april 1871 i Fairfax County (numera i Alexandria), Virginia, var en amerikansk demokratisk politiker. Han representerade delstaten Virginia i båda kamrarna av USA:s kongress, först i representanthuset 1837-1839 och sedan i senaten 1847-1861.
Mason utexaminerades 1818 från University of Pennsylvania. Han studerade sedan juridik vid The College of William & Mary och inledde 1820 sin karriär som advokat i Winchester. Han deltog i Virginias konstitutionskonvent år 1829 och var elektor för Andrew Jackson i presidentvalet i USA 1832.
Mason efterträdde 1837 Edward Lucas som kongressledamot. Han efterträddes två år senare av William Lucas. Senator Isaac S. Pennybacker avled 1847 i ämbetet och efterträddes av Mason.
Mason var tillförordnad talman i senaten (president pro tempore of the United States Senate) från januari till mars 1857. Han uteslöts 1861 ur senaten på grund av sitt stöd till sydstaternas utträde ur USA.
Amerikas konfedererade stater skickade Murray till ett diplomatiskt uppdrag i England och Frankrike. Han var på från Havanna ombord ett brittiskt fartyg, RMS Trent då han och John Slidell blev tillfångatagna av USA:s flotta. De fick tillbringa några månader i fångenskap i Boston innan de fick fortsätta resan till Europa. Efter amerikanska inbördeskriget bodde Murray fram till år 1868 i Kanada och återvände sedan till Virginia.
Mason är begravd på Old Christ Church Episcopal Cemetery i Alexandria i Virginia.